# Atherinella
Atherinella är ett släkte av fiskar. Atherinella ingår i familjen Atherinopsidae.

## Dottertaxa tillAtherinella, i alfabetisk ordning[1]
- Atherinella alvarezi
- Atherinella ammophila
- Atherinella argentea
- Atherinella balsana
- Atherinella beani
- Atherinella blackburni
- Atherinella brasiliensis
- Atherinella callida
- Atherinella chagresi
- Atherinella colombiensis
- Atherinella crystallina
- Atherinella elegans
- Atherinella eriarcha
- Atherinella guatemalensis
- Atherinella guija
- Atherinella hubbsi
- Atherinella jiloaensis
- Atherinella lisa
- Atherinella marvelae
- Atherinella meeki
- Atherinella milleri
- Atherinella nepenthe
- Atherinella nesiotes
- Atherinella nocturna
- Atherinella pachylepis
- Atherinella pallida
- Atherinella panamensis
- Atherinella pellosemeion
- Atherinella robbersi
- Atherinella sallei
- Atherinella sardina
- Atherinella schultzi
- Atherinella serrivomer
- Atherinella starksi
- Atherinella venezuelae